# Rifugio Maipo
Il rifugio Maipo (in spagnolo Refugio Maipo) è un rifugio antartico temporaneo argentino nei pressi della base San Martín.
Localizzato ad una latitudine di 68° 06' sud e ad una longitudine di 65°58' ovest, venne costruito nel 1956 come punto di appoggio logistico ed è attualmente abbandonato.